# Sauk Centre (Minnesota)
Sauk Centre es una ciudad ubicada en el condado de Stearns en el estado estadounidense de Minnesota. En el Censo de 2010 tenía una población de 4317 habitantes y una densidad poblacional de 392,47 personas por km².

## Geografía
Sauk Centre se encuentra ubicada en las coordenadas 45°44′16″N 94°57′10″O / 45.73778, -94.95278. Según la Oficina del Censo de los Estados Unidos, Sauk Centre tiene una superficie total de 11 km², de la cual 10.33 km² corresponden a tierra firme y (6.12%) 0.67 km² es agua.

## Demografía
Según el censo de 2010, había 4317 personas residiendo en Sauk Centre. La densidad de población era de 392,47 hab./km². De los 4317 habitantes, Sauk Centre estaba compuesto por el 95.62% blancos, el 0.83% eran afroamericanos, el 0.14% eran amerindios, el 0.28% eran asiáticos, el 0% eran isleños del Pacífico, el 2.22% eran de otras razas y el 0.9% pertenecían a dos o más razas. Del total de la población el 4.38% eran hispanos o latinos de cualquier raza.